# Louis Ignarro
Louis Joseph Ignarro (Nova Iorque, 31 de Maio de 1941) é um farmacologista estadunidense.
Foi agraciado, juntamente com Ferid Murad e Robert Furchgott, com o Nobel de Fisiologia ou Medicina de 1998.
É fundador e diretor do Nitric Oxide Society, membro da Academia Americana de Artes e Ciências e integra a Herbalife’s Scientific Advisory Board. É também professor da Escola de Medicina da Universidade da Califórnia (UCLA).

## Bolsas e Prêmios
- Doutoramentos Honoris Causa das Universidades de Madrid, Lund, Gent, Carolina do Norte
- 10 Prémios Golden Apple da UCLA
- Prémio Pesquisa da Merck 1974
- Prémio Carreira de Pesquisa e Desenvolvimento USPHS 1975-80
- Prémio Fundação Edward G Schlieder 1973-1976
- Prémio Pesquisa da Lilly Research 1978

## Cargos e atividades profissionais
- 1979-1985 - Professor do Departamento de Farmacologia da Tulane University, School of Medicine, Nova Orleães.
- 1985 - Professor do Departamento de Farmacologia da UCLA School of Medicine, Los Angeles.
- 1989 - Membro dirigente da Herbalife's Scientific Advisory Board.